# Lecane proiecta
Lecane proiecta is een raderdiertjessoort uit de familie Lecanidae. De wetenschappelijke naam van deze soort is voor het eerst geldig gepubliceerd in 1956 door Hauer.